# 1862
1862. је била проста година.

## Догађаји

### Фебруар
- 16. фебруар — Генерал Јулисиз Симпсон Грант је заузео Форт Донелсон у Тенесију.

### Март
- 9. март — Током Америчког грађанског рата догодио се први сукоб оклопних бродова између Монитора, брода армије Уније и брода Конфедералне војске Меримак.

### Април
- 7. април — Снаге Уније су поразиле снаге Конфедерације у бици код Шајлоа, најкрвавијој бици у дотадашњој америчкој историји.
- 29. април — Снаге Уније под водством Дејвида Фарагута освојиле су Њу Орлеанс.

### Јун
- 15. јун — На Чукур-чесми у Београду турски војник убио српског дечака што је изазвало сукобе у граду.
- 17. јун — Бомбардовање Београда 1862.
- 19. јун — Конгрес САД забранио ропство на америчким територијама, чиме је поништио пресуду из случаја Скот против Сандфорда.

### Август
- 30. август — Битка код Бул Рана (1862)

### Септембар
- 8. септембар — Потписан је мир у Ријеци Црнојевића којим је окончан Црногорско-турски рат (1862).
- 22. септембар — Председник САД Абрахам Линколн је објавио проглас према ком сви амерички робови постају слободни грађани 1. јануара 1863.

### Октобар
- 23. октобар — У државном удару у Грчкој је свргнут краљ Ото I, први владар нововековне Грчке.

### Децембар
- 11−15. децембар - Битка код Фредериксбурга у Америчком грађанском рату

## Рођења

### Јануар
- 23. јануар — Давид Хилберт, немачки математичар

### Март
- 29. март — Аристид Бријан, француски политичар

### Април
- 25. април — Едвард Греј, британски политичар

### Мај
- 13. мај — Јанко Веселиновић, српски књижевник
- 15. мај — Артур Шницлер, аустријски књижевник

### Јул
- 14. јул — Густав Климт, аустријски сликар
- 30. јул — Николај Јуденич, руски генерал

### Август
- 22. август — Клод Дебиси, француски композитор
- 25. август — Луј Барту, француски политичар

### Непознат датум
- Непознат датум - Милорад Терзибашић, српски бициклиста. (†1908)

## Смрти

### Јануар
- 18. јануар — Џон Тајлер, амерички политичар и 10. председник САД. (*1790).

### Јул
- 24. јул — Мартин ван Бјурен, амерички политичар и 8. председник САД. (*1782).